# جبل بنتوماني
جبل بنتوماني (بالإنجليزية: Mount Bintumani)‏ هو أعلى قمة في سيراليون وجبال لوما، على ارتفاع 1،945 مترًا (6،381 قدمًا). تقع في جبال لوما وتغطي منحدراتها السفلية الغابات المطيرة، وهي موطن لمجموعة متنوعة من الحيوانات. وتشمل فرس النهر القزم والتماسيح القزمية وبوم الصيد والعديد من الرئيسيات.